# Julien Delval
Julien Delval, né en 1972 à Paris, est un dessinateur de bande dessinée et illustrateur français.
Il s'est fait connaître par son travail dans les genres de l'imaginaire, en particulier la fantasy et la science-fiction. Illustrateur dans le domaine du jeu de société et du roman, il connaît une expérience en bande dessinée et travaille également à une œuvre peinte plus personnelle en collaboration avec la galerie Daniel Maghen. Il sort en 2020 une Monographie aux éditions Caurette.

## Biographie
Julien Delval suit des études artistiques à l'École nationale supérieure des arts décoratifs de Paris, puis entame une carrière d'illustrateur. Il réalise de nombreuses couvertures pour les Éditions Mnémos, dont celles du Secret de Ji de Pierre Grimbert, du Lion de Macédoine de David Gemmell ou encore de L'Agent des ombres de Michel Robert, mais il en a illustré aussi chez Bayard, Bragelonne, Gründ, J'ai lu, Octobre, Pocket et au Seuil. Il illustre également des jeux pour l'éditeur de jeux de rôle Multisim, principalement sur la gamme Agone, et dans le domaine du jeux de société, principalement pour le jeu Les Aventuriers du rail de l'éditeur Days of Wonder.
Il se consacre depuis 2010 à des œuvres plus personnelles, soutenu par la galerie Daniel Maghen. Il y met en scène des mondes antiques, mythologiques et fantastiques inspirés de la peinture classique et de l’imagerie du XXe siècle. En 2020, il publie Une Monographie aux éditions Caurette.

## Publications

### Artbook / Sketchbook
- Une Monographie, Éditions Caurette, 2020  (ISBN 979-10-96315-44-4)
- Des Études, Éditions Caurette, 2020  (ISBN 979-10-96315-47-5)

- Carnet de croquis : Julien Delval, Éditions Armada, 2015
- Sketch.Box: Julien Delval, Éditions Caurette, 2025  (ISBN 978-2-38289-154-4)

### Bande dessinée
- Les Petits soldats, scénario de Jean-Paul Krassinsky, Vents d'Ouest, 2011

### Illustration

#### Œuvres intégrales
- Othello (version française), de William Shakespeare, Éditions Caurette, 2022  (ISBN 978-2-38289-029-5)
- Othello (version anglaise), de William Shakespeare, Éditions Caurette, 2022  (ISBN 978-2-38289-030-1)

#### Couvertures
- L'Empire de poussière, de Nicolas Bouchard, Mnémos
- Le Maître du temps - L'intégrale, de Louise Cooper, Bragelonne
- Le Cercle magique, de Debra Doyle et J. D. McDonald, Bayard
- Le Régiment perdu, de William R. Forstchen, Bragelonne
- Abyme, de Mathieu Gaborit (avec Gérard Trignac), Mnémos
- Les Chroniques des Féals - L'intégrale, de Mathieu Gaborit, Bragelonne
- Le Lion de Macédoine de David Gemmell, Mnémos
- Le Secret de Ji de Pierre Grimbert, Mnémos
- La Malerune, de Pierre Grimbert, Mnémos
- La Porte de Limbreth, de Megan Lindholm, Mnémos
- Les Roues du destin, de Megan Lindholm, Mnémos
- La Pierre de Tu-Hadj, d'Alexandre Malagoli, Mnémos
- Perdido Street Station, China Miéville, Fleuve noir
- Rois et capitaines, anthologie dirigée par Stéphanie Nicot, Mnémos
- Le Faucon déniché, de Jean-Côme Noguès, Pocket
- Le Cycle de Wieldstadt, de Pierre Pevel, Fleuve noir
- L'Agent des ombres de Michel Robert (écrivain français), Mnémos
- Ombramère, de Pierre Saviste, Mnémos
- Rien ne nous Survivra, de Maïa Mazaurette, Mnémos
- Les Cinq Derniers Contrats de Daemone Eraser, de Thomas Day, Le Bélial'
- Steppe rouge, de Johan Heliot
- Les lions d'Al-Rassan, de Guy Gavriel Kay, L'Atalante
- Les Derniers Feux du soleil, de Guy Gavriel Kay, L'Atalante
- Comme un diamant dans ma mémoire, de Guy Gavriel Kay, L'Atalante
- Sur toutes les vagues de la mer, de Guy Gavriel Kay, L'Atalante

### Jeux de rôle
- Agone, Multisim (participe à la couverture du livre de base ; couvertures de nombreux suppléments ; illustrations intérieures dans plusieurs suppléments)
- Abyme, Multisim (participe à l'illustration de la boîte ; couvertures de plusieurs suppléments)
- Dark Earth, Multisim (couverture du supplément Les Initiés)
- Guildes, Multisim
- Nephilim, Multisim
- Illustrations dans la revue Casus Belli

### Jeux de société
- La Crique des pirates, Days of wonder, 2003
- Mémoire 44, Days of wonder, 2004
- Les Aventuriers du Rail (et la version anglaise Ticket to Ride), Days of Wonder, 2004
- Shadows over Camelot, Days of wonder, 2005
- Cléopâtre et la société des architectes, Days of wonder, 2006
- Res Arcana, Sand Castle Games, 2019

### Autres
- Les Entretiens, Éditions Caurette, 2020 (ISBN 979-10-96135-48-2)